# Cecil Browning
Cecil Le Cronier Browning (Hampstead, Londres, 29 de gener de 1883 – Westminster, Londres, 23 de març de 1953) va ser un jugador de rackets anglès que va competir a començaments del segle xx.
El 1908 va prendre part en els Jocs Olímpics de Londres, on guanyà la medalla de plata en la prova de dobles de rackets, formant equip amb Edmund Bury.